# Équipe du Kosovo féminine de football
Cet article traite de l'équipe féminine. Pour l'équipe masculine, voir Équipe du Kosovo de football.
Maillots
L’équipe du Kosovo féminine de football est une équipe reconnue internationalement représentant le Kosovo, placée sous l'égide de la Fédération du Kosovo de football. Le 3 mai 2016, le Kosovo a été admis comme 55e membre de l'UEFA après un vote des 54 pays composant cette confédération réunis en congrès à Budapest. Le pays est membre de la FIFA depuis le 13 mai 2016.
La sélection dispute ses premiers matches en tant que membre de la FIFA en mars 2017, lors de la Goldcity Women’s Cup, un tournoi amical organisé en Turquie.